# 831 Stateira
Stateira è un asteroide della fascia principale. Scoperto nel 1916, presenta un'orbita caratterizzata da un semiasse maggiore pari a 2,2121252 UA e da un'eccentricità di 0,1462137, inclinata di 4,83621° rispetto all'eclittica.
Stanti i suoi parametri orbitali, è considerato un membro della famiglia Flora di asteroidi.
Il suo nome fa riferimento a Statira, moglie di Artaserse II di Persia.